# Kapussy György
Kapussy György  (Torontálkeresztes, 1903. november 6. – Budapest, 1986. január 6.) magyar festőművész.

## Élete
Kapusy György kovácsmester (1870. április 13. Párdány – 1952 Torontálkeresztes) és Boros Rozália (1876-1914) negyedik gyermekeként született a mai román-szerb határ melletti Torontálkeresztesen. 
Tizenhét évesen Alexits István irányítása mellett Módoson kezdett foglalkozni festészettel. 1921-ben Pestre került, és egy évig magániskolákban képezte magát, majd a Képzőművészeti Főiskolára iratkozott be, ahol két évig Glatz Oszkár növendéke volt. Az Akadémián ekkor uralkodó impresszionizmus és modern irányzatok helyett tekintetét és figyelmét a reneszánsz felé fordította. Pietája díjat nyert 1925-ben a Benczur pályázaton, 1926-ban pedig a Csavargó piktor című kompozíciójával a Nemzeti Szalon legnagyobb kitüntetését a „Mansions Honorabl”-t nyerte el.
Elsősorban az arcképfestés érdekelte; a karakterjegyek kutatása nyomán sok magyar városban élt hosszabb-rövidebb ideig, többek között Gyulán, Hódmezővásárhelyen, Győrött, ahol 1925-ben kiállítása is volt. Még ebben az évben sikerült elnyernie egy ösztöndíjat, és Firenzébe utazott másfél éves tanulmányútra. Közben látogatást tett a római és velencei akadémián is, valamint eljutott Szicíliába is. Hazatérve tagja lett a Spirituális Művészek Szövetségének, szervezésükben sok kiállításon vett részt, de szerepelt a Nemzeti Szalon és a Műcsarnok tárlatain is. Többek között megfestette Pallavicini Antal őrgróf, Mihályffy Ákos egyetemi tanár arcképét , valamint az amerikai követ és a kutyája portréját, háttérben a Parlamenttel.
1943-ban Sopronban volt kiállítása, majd 1947-ben nagy gyűjteményes kiállítást rendezett a Szalmássy Galériában. Néhány hónappal később, 1947. augusztus 29-én összeesküvés vádjával börtönbüntetésre ítélték 45 társával együtt. A dél-budai internálótáborba vitték.

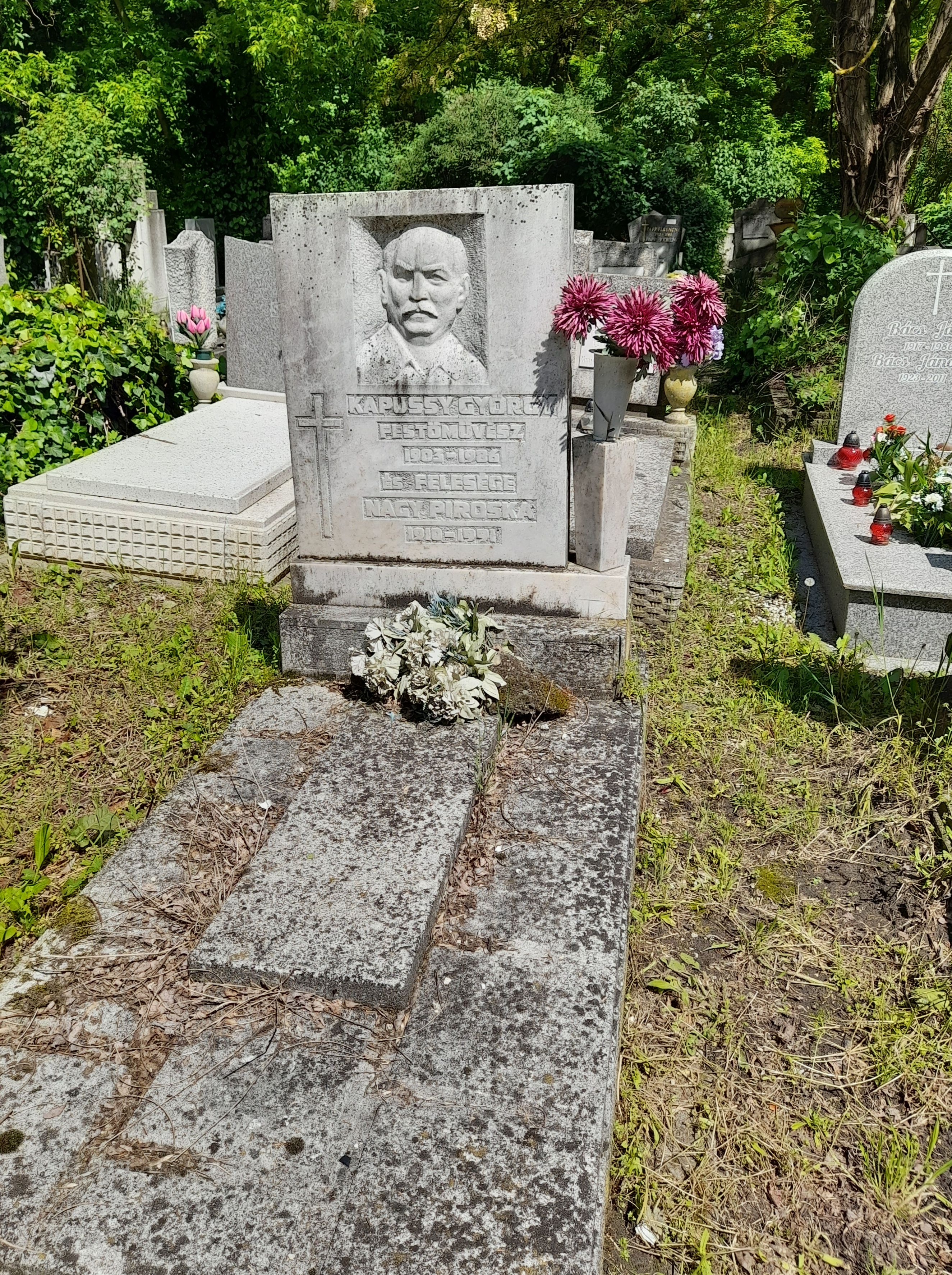
Sírja a budapesti Megyeri temetőben

Mitológiai tematikájú táblaképei mellett ismertek Dózsa-sorozatai, melyből Dózsa kivégzése a ceglédi városházán található. Az Angyalföldi József Attila Művelődési Központ rendezte meg posztumusz kiállítását 1986-ban.